# Struer
Struer est une commune du Danemark, située à l’ouest de la région du Jutland-Central. La commune comptait 21 143 habitants en 2019, répartis sur une surface de 248 km2.

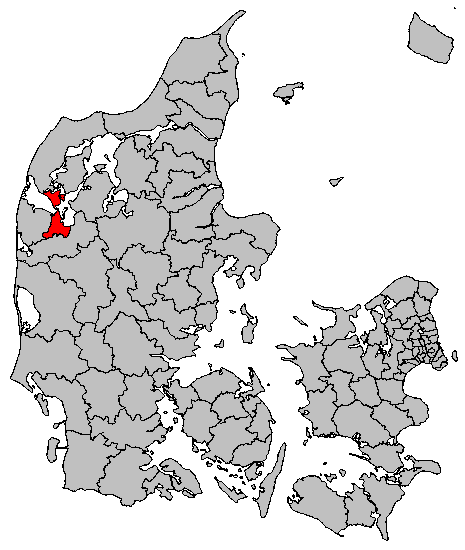
La commune de Struer

## Historique
Lors de la réforme des municipalités en vigueur au 1er janvier 2007, l’ancienne commune homonyme a été fusionnée avec la commune de Thyholm.
| Période          | Période          | Identité            | Étiquette        | Qualité |
| ---------------- | ---------------- | ------------------- | ---------------- | ------- |
| 1er janvier 2007 | 31 décembre 2009 | Martin Merrild      | Venstre          |         |
| 1er janvier 2010 | En cours         | Niels Viggo Lynghøj | Social-démocrate |         |